# Egestula bicolor
Egestula bicolor är en snäckart som först beskrevs av Frank Climo 1973.  Egestula bicolor ingår i släktet Egestula och familjen Helicodiscidae. Inga underarter finns listade i Catalogue of Life.